# Communauté de communes du Pays de Massiac
Die Communauté de communes du Pays de Massiac ist ein ehemaliger französischer Gemeindeverband in der Rechtsform einer Communauté de communes im Département Cantal in der Region Auvergne-Rhône-Alpes. Der Verwaltungssitz war im Ort Massiac.

## Historische Entwicklung
Der Gemeindeverband wurde im Jahr 1992 mit zwölf Mitgliedsgemeinden gegründet und gilt damit als älteste Communauté de communes im Département Cantal. Am 1. Januar 2000 traten diesem die beiden Gemeinden Celoux und Rageade bei. Als bisher letzte Gemeinde kam Chazelles hinzu.
Mit Wirkung vom 1. Januar 2017 fusionierte der Gemeindeverband mit der Communauté de communes du Pays de Murat und der Communauté de communes du Cézallier und bildete so die Nachfolgeorganisation Communauté de communes Hautes Terres.

## Ehemalige Mitgliedsgemeinden
Der Communauté de communes du Pays de Massiac gehörten zwölf Gemeinden des Kantons Saint-Flour-1 und drei Gemeinden des Kantons Neuvéglise an. Die Mitgliedsgemeinden waren:
| Gemeinde             | Einwohner 1. Januar 2022 | Fläche km² | Dichte Einw./km² | Code INSEE | Postleitzahl |
| -------------------- | ------------------------ | ---------- | ---------------- | ---------- | ------------ |
| Auriac-l’Église      | 142                      | 19,73      | 7                | 15013      | 15500        |
| Bonnac               | 160                      | 22,60      | 7                | 15022      | 15500        |
| Celoux               | 58                       | 9,62       | 6                | 15032      | 15500        |
| Chazelles            | 33                       | 6,28       | 5                | 15048      | 15500        |
| Ferrières-Saint-Mary | 238                      | 19,17      | 12               | 15069      | 15170        |
| La Chapelle-Laurent  | 239                      | 26,09      | 9                | 15042      | 15500        |
| Laurie               | 84                       | 19,23      | 4                | 15098      | 15500        |
| Leyvaux              | 36                       | 14,95      | 2                | 15105      | 15450        |
| Massiac              | 1.801                    | 34,78      | 52               | 15119      | 15500        |
| Molèdes              | 78                       | 22,38      | 3                | 15126      | 15500        |
| Molompize            | 272                      | 17,12      | 16               | 15127      | 15500        |
| Rageade              | 99                       | 12,59      | 8                | 15158      | 15500        |
| Saint-Mary-le-Plain  | 186                      | 21,80      | 9                | 15203      | 15500        |
| Saint-Poncy          | 337                      | 40,37      | 8                | 15207      | 15500        |
| Valjouze             | 24                       | 3,05       | 8                | 15247      | 15170        |